# Schmigadoon!
Schmigadoon! ist eine amerikanische parodistische Musical-Fernsehserie, die von Cinco Paul, der alle Lieder schrieb, und Ken Daurio entwickelt wurde, mit Cecily Strong und Keegan-Michael Key in den Hauptrollen als Paar, das in einer Musicalwelt der 1940er/50er landet. Als ausführender Produzent fungierte Lorne Michaels. Die sechsteilige Staffel erschien vom 16. Juli bis zum 13. August 2021 bei Apple TV+. Eine zweite Staffel mit dem Beititel Schmicago erschien vom 5. April bis zum 3. Mai 2023.

## Handlung

### Staffel 1
Das New Yorker Doktorenpaar Melissa Gimble und Josh Skinner, deren Beziehung nach vier Jahren verfahren ist, landen während einer Wanderung plötzlich über eine Steinbrücke in dem seltsamen idyllischen Städtchen Schmigadoon, einer künstlichen Musicalwelt, angelehnt an die Klassische Zeit des Musicals (Golden Age) in den 1940er bis 60ern, insbesondere den Musicals von Rodgers und Hammerstein. Der Titel Schmigadoon selbst parodiert das Musical Brigadoon, verändert durch Shm-Reduplikation. Die Stadt und deren Bewohner stecken voller Fröhlichkeit und traditioneller Vorstellungen von Sittlichkeit. Während der heimlich schwule Bürgermeister Aloysius Menlove sich bemüht ersteres zu verbreiten, kontrolliert insbesondere Mildred Layton, die herrische Frau des Priesters, die Einhaltung der Moral; die Neuankömmlinge aus dem 21. Jahrhundert wirbeln den Ort aber mit modernen Haltungen auf.
Die Brücke lässt nicht zu, dass Melissa und Josh die Stadt verlassen können, was ihnen erst gelinge, wenn sie die wahre Liebe gefunden haben. Dass ihre Beziehung dies offenbar nicht ist, führt dazu, dass sie sich trennen und unter den Bewohnern Kandidaten für ihre wahre Liebe suchen, wobei sie auch schnell merken, dass sie nicht nur in einer Touristenattraktion, sondern einem Musical gelandet sind. Musicalfan Melissa kann ihr Wissen zu ihrem Vorteil nutzen; Musicalmuffel Josh wiederum weigert sich lange mitzumachen und selbst zu singen.
Joshs Kandidatinnen für die wahre Liebe sind zunächst die (vielleicht noch zu) junge Kellnerin Betsy McDonough, deren Vater ihn mit der Flinte zur Verlobung zwingt, angelehnt an Ado Annie in Oklahoma!; dann die Lehrerin Emma Tate, die sich um ihren lispelnden Bruder (in Wahrheit ihr Sohn) Carson kümmert, angelehnt an Marian und Winthrop Paroo in The Music Man. Melissa wird zunächst umworben von dem Karussellarbeiter und Herzensbrecher Danny Bailey, angelehnt an Carousel, und schwärmt dann für den verwitweten Arzt Jorge Lopez, den sie dazu bringt, sich zu öffnen und seine Vorurteile zu Überdenken, angelehnt an The Sound of Music. Am Ende finden Melissa und Josh aber wieder zusammen, nachdem sie beide eine Lehre über die wahre Liebe gelernt haben: Josh, dass man sie nicht einfach findet, sondern sich bemühen muss und eine Beziehung Arbeit bedeutet; Melissa, dass es kein Versagen bedeutet, wenn etwas nicht perfekt ist.

### Staffel 2
Melissa und Josh haben es zurück nach New York geschafft, vermissen bald aber Schmigadoon so sehr, dass sie es im Wald suchen gehen. Nach einer Autopanne landen sie stattdessen in der Stadt Schmicago. Diese ist düsterer und sexier als Schmigadoon und angelehnt an Musicals der 60er und 70er, hauptsächlich Cabaret und Chicago, die beide in der Jazz Era (den späten 1920ern) spielen. Diesmal müssen sie, um die Stadt verlassen zu können, ihr Happy End finden. Eine Attraktion der Stadt ist der Kratt Club mit Tänzerinnen, angelehnt an den Kit Kat Club. Als eine der Tänzerinnen ermordet wird, wird Josh für den Schuldigen gehalten und Melissa muss selbständig ermitteln, um ihn zu retten. Nachdem Anwältin Bobbie Flanagan seinen Freispruch erwirkt, dies aber nicht ausreicht, um die Stadt verlassen zu können, schlussfolgern die beiden, dass sie auch den Bewohnern der Stadt zum Happy End verhelfen sollen. Dazu bringen sie Tänzerin Jenny Banks mit Topher, dem Leiter einer Hippiekommune (in Anlehnung an Hair und Godspell), sowie die Leiterin des Waisenhauses und den Metzger (Annie und Sweeney Todd) zusammen. Doch erst die Ausschaltung des Bösewichts, der die Stadt unter seiner Kontrolle hat, ist genug, damit alle glücklich sein können und Josh und Melissa Schmicago verlassen können.

## Episodenliste

### Staffel 1
| Nr. (ges.) | Nr. (St.) | Deutscher Titel          | Originaltitel     | Erstveröffentlichung USA | Deutschsprachige Erstveröffentlichung (D) | Regie            | Drehbuch                                  |
| --- | --------- | ------------------------ | ----------------- | ------------------------ | ----------------------------------------- | ---------------- | ----------------------------------------- |
| 1 | 1         | Schmigadoon!             | Schmigadoon!      | 16. Juli 2021            | 16. Juli 2021                             | Barry Sonnenfeld | Cinco Paul und Ken Daurio                 |
| Flashbacks: Melissa und Josh lernen sich im Krankenhaus an einem kaputten Süßigkeitenautomaten kennen und lieben. Den ersten Jahrestag feiert Josh mit einer symbolischen Erinnerung daran. Weitere drei Jahre später ist die Romantik zwischen ihnen vergangen, und sie nehmen an einem Liebesweg teil, um ihre Beziehung zu erneuern, wobei sie herzförmige Steine mit ihren Namen tragen. Als Josh Melissas Herz offenbar verloren hat und sie sich im Regen verlaufen, hören sie plötzlich Kirchenglocken. Über eine Brücke gelangen sie nach Schmigadoon, wo sie von einem Tanzensemble und dem Bürgermeister Aloysius Menlove empfangen werden. Im Gasthof erhalten sie zwei Zimmer, weil sie unverheiratet sind. Der Taugenichts Danny Bailey beginnt mit Melissa zu flirten, und die junge Kellnerin Betsy flirtet mit Josh. Als sie wieder gehen wollen, kommen sie auf beiden Seiten der Brücke immer wieder bei Schmigadoon heraus. Ein Leprechaun erklärt ihnen, dass sie erst die wahre Liebe finden müssen und bis dahin in dem Musical gefangen sind.                                                                                                   |           |                          |                   |                          |                                           |                  |                                           |
| 2 | 2         | Wahre Liebe              | Lovers’ Spat      | 16. Juli 2021            | 16. Juli 2021                             | Barry Sonnenfeld | Cinco Paul und Ken Daurio, Julie Klausner |
| Flashback: In ihrer ersten Nacht zusammen sagen Melissa und Josh, dass sie sich vorstellen könnten, dass mehr aus ihnen wird. Da Melissa und Josh laut der Brücke nicht die wahre Liebe sind, trennen sie sich, nachdem Josh andeutet, dass er den Übergang mit anderen probieren will. Als Melissa und der Bürgermeister sich gegenseitig ihren Kummer anvertrauen, ahnt sie, dass er schwul ist. Um einen Neuanfang zu schaffen, wirft sie Joshs Herz über den See. Bei einer Picknickkorbauktion ersteigert Josh den Korb von Betsy. Melissa, die betrunken sich selbst anbietet, wird von Danny Bailey gewonnen. Die beiden amüsieren sich auf seinem Rummelplatz, während Betsy Josh an einen romantischen Platz zum Picknick ausführt, welches dadurch unterbrochen wird, dass nach dem ersten Kuss Betsys Vater auftaucht und Josh mit der Flinte zwingt, ihr einen Antrag zu machen. |           |                          |                   |                          |                                           |                  |                                           |
| 3 | 3         | Die verflixte Brücke     | Cross That Bridge | 23. Juli 2021            | 23. Juli 2021                             | Barry Sonnenfeld | Julie Klausner, Bowen Yang                |
| Flashback: Ein Jahr vor Schmigadoon sind Melissa und Josh auf der Hochzeit von Freunden, wo Josh sich ziert mit Melissa, die Brautjungfer ist, zu tanzen. Während Melissas Date zu einem One-Night-Stand wurde, endete Joshs mit einem Antrag. Als er mit Betsy über die Brücke geht, stellt sich jedoch heraus, dass sie nicht seine wahre Liebe ist, und er löst die Verlobung wieder. Er versucht sein Glück weiter mit anderen Frauen der Stadt. Indessen lässt Mildred Layton die Neuankömmlinge aus dem Gasthaus werfen. Um ein neues Zimmer zu finden, spricht Melissa mit der Frau des Bürgermeisters, die sie an den Arzt der Stadt verweist, während Josh in der Kirche auf die Lehrerin Emma Tate aufmerksam wird. |           |                          |                   |                          |                                           |                  |                                           |
| 4 | 4         | Plötzlich                | Suddenly          | 30. Juli 2021            | 30. Juli 2021                             | Barry Sonnenfeld | Cinco Paul und Ken Daurio, Kate Gersten   |
| Flashback: Drei Jahre und neun Monate vor Schmigadoon sagen Melissa und Josh, als sie eine Theatervorstellung verlassen und es gerade anfängt zu schneien, einander „Ich liebe dich“. Josh wird in der Schule Handwerker für Emma Tate, die ihn motiviert, nicht gleich aufzugeben und sein Bestes zu geben. Josh ist von Emmas modernen Ansichten und ihrem Intellekt beeindruckt. Ihrem lispelnden Bruder Carson hilft Josh mit einem Geschenk. Melissa wird Krankenschwester für Doc Lopez, der die sexuelle Betätigung seiner Eltern ungebührlich findet und der unverheirateten Schwangeren Nancy nicht helfen will, sodass Melissa sie und ihren Freund sexuell aufklärt und das Baby mit Joshs Hilfe entbindet. Als Lopez’ Vater stirbt, ermutigt die Rede des Priesters beim Begräbnis den Bürgermeister, sich öffentlich zu outen. Durch ihre Bemühungen haben Emma und Lopez sich in Josh und Melissa verliebt. |           |                          |                   |                          |                                           |                  |                                           |
| 5 | 5         | Bedrängnis               | Tribulation       | 6. Aug. 2021             | 6. Aug. 2021                              | Barry Sonnenfeld | Allison Silverman                         |
| Flashback: Zweieinhalb Jahre vor Schmigadoon erhält Josh einen höheren Posten nicht, doch Melissas Trostversuch endet in seinem Spott, als sie eine Redewendung falsch wiedergibt. Mildred Layton hetzt die Bürger gegen den angeblich schlechten Einfluss der modernen Fremden auf, die Laster in die Stadt bringen würden. Zusätzlich manipuliert sie die Leute dabei so, dass sie Mildred als neue Bürgermeisterin haben wollen. Bei Lopez erscheint plötzlich die umwerfende Gräfin von Blerkom, die ihn eigentlich heiraten will; Melissa nimmt aber an, dass sie wie die Baronin in The Sound of Music zur Seite treten wird. Bei einer Autofahrt setzt die Gräfin sie stattdessen unter Drohung mit einer Pistole aus, worauf Melissa gestrandet in ihrem Rucksack ihr Herz wiederfindet. Als Emma, nachdem sie zunächst abgeblockt hatte, Josh in ihr Geheimnis einweiht, dass Carson ihr Sohn ist, hat dieser mitgehört und läuft davon. Auf der Suche nach dem Jungen im Wald wird Josh von Danny Bailey niedergeschlagen und findet am Boden sein Herz. |           |                          |                   |                          |                                           |                  |                                           |
| 6 | 6         | Nichts bleibt wie es war | How We Change     | 13. Aug. 2021            | 13. Aug. 2021                             | Barry Sonnenfeld | Cinco Paul und Ken Daurio                 |
| Flashback: Stunden vor ihrer Ankunft in Schmigadoon bauen Melissa und Josh in der Natur gemeinsam ihr Zelt auf. Jorge findet Melissa am Wegesrand und verkündet, dass er sie der Gräfin vorzieht, doch seine Mutter erkennt, dass ihr Herz einem anderen gehört. Nachdem Josh Carson findet, dem er verdeutlicht, dass eine Beziehung Arbeit wert ist, bietet Emma an, dass sie mit ihm über die Brücke nach New York gehen, doch er erkennt, dass er zu Melissa gehört. Sie finden sich auf dem Marktplatz wieder, wo die Wahl zwischen Mildred und Aloysius Menlove stattfindet, und erklären ihre Liebe in einem gemeinsamen Lied. Die Bürger bekunden, dass die beiden die Stadt besser gemacht haben, und inspiriert vom Bürgermeister gestehen sie ihre Geheimnisse: Emma, dass Carson ihr Sohn ist, Nancy, dass Mildred ihre Mutter ist, der Reverend, dass er Gefühle für Menlove hat. Dieser gewinnt die Wahl darauf einstimmig und Mildred ist am Boden zerstört, doch Melissa hilft ihr mit einer Ermutigung, sich zu bessern und von ihren Urteilen abzulassen, wieder auf. Nachdem die Stadt feiert, gehen Melissa und Josh Hand in Hand über die Brücke. |           |                          |                   |                          |                                           |                  |                                           |

### Staffel 2
| Nr. (ges.) | Nr. (St.) | Deutscher Titel           | Originaltitel        | Erstveröffentlichung USA | Deutschsprachige Erstveröffentlichung (D) | Regie          | Drehbuch        |
| --- | --------- | ------------------------- | -------------------- | ------------------------ | ----------------------------------------- | -------------- | --------------- |
| 7 | 1         | Willkommen in Schmicago   | Welcome to Schmicago | 5. Apr. 2023             | 5. Apr. 2023                              | Alice Mathias  | Cinco Paul      |
| Nach New York zurückgekehrt haben Melissa und Josh geheiratet und versuchen vergeblich ein Kind zu bekommen. Bald aber langweilt sie die alltägliche Routine des wirklichen Lebens und sie vermissen Schmigadoon, sodass sie es im Wald suchen gehen. Doch nach einer Autopanne landen sie stattdessen in der düsteren Stadt Schmicago, wo sie im Hotel unterkommen und eine Show im Kabarettclub ansehen. Als Josh anschließend versehentlich in eine Umkleide stolpert, liegt dort die Leiche der Tänzerin Elsie Vale. Melissa und Josh wollen davonfahren, aber kommen wieder nicht über die Brücke. Der Leprechaun erklärt ihnen, dass sie ihr Happy End finden müssen. Da wird Josh als Mörder der Tänzerin verhaftet. |           |                           |                      |                          |                                           |                |                 |
| 8 | 2         | Der Ausbruch              | Doorway to Where     | 5. Apr. 2023             | 5. Apr. 2023                              | Alice Mathias  | Jonathan Tolins |
| Im Gefängnis erhält Josh als Zellengenossen den Hippie Topher. Melissa wiederum sucht die Anwältin Bobby Flanagan auf, die ihr rät, selbst als Tänzerin undercover zu ermitteln. Bei einer von Bobby organisierten Pressekonferenz soll Josh den Jazz für die Tat verantwortlich machen, aber macht alles schlimmer, als er frei spricht. Obwohl Melissa beim Vorsprechen die Schlechteste ist, sorgt der Besitzer des Clubs dafür, dass sie die Stelle erhält, und sie wird Zimmergenossin der Tänzerin Jenny Banks. Topher wird aus dem Gefängnis von seinen Freunden im Happiness Bus befreit, denen sich nach Zögern auch Josh anschließt. |           |                           |                      |                          |                                           |                |                 |
| 9 | 3         | Charme und Schnickschnack | Bells and Whistles   | 12. Apr. 2023            | 12. Apr. 2023                             | Alice Mathias  | Julie Klausner  |
| Josh wird von Topher und seinen Freunden in ihrer Kommune aufgenommen. Melissa folgt einem Hinweis aus Elsies Notizbuch in das Elendsviertel der Stadt, wo sie den Metzger Dooley Blight trifft, der sich als Jennys Vater herausstellt. Dieser will sich an Octavius Kratt rächen, weil der seine Frau getötet und ihn ins Gefängnis gebracht habe, worauf Melissa Kratt auch verdächtigt, Elsie getötet zu haben. Sie findet Josh und holt ihn zurück in die Stadt für seinen Gerichtsprozess. Bobby Flanagan sorgt mit einer ablenkenden Show und Sexappeal für Joshs Freispruch. Daraufhin glauben er und Melissa, dies sei ihr Happy End, und wollen die Stadt verlassen. |           |                           |                      |                          |                                           |                |                 |
| 10 | 4         | Wirklich wahr             | Something Real       | 19. Apr. 2023            | 19. Apr. 2023                             | Alice Mathias  | Raina Morris    |
| Als die Brücke sie nicht aus Schmicago gehen lässt, schlussfolgern Melissa und Josh, dass sie auch den Bewohnern der Stadt ihr Happy End verschaffen müssen. Zuerst beschließt Melissa, Jenny mit ihrem Vater zu vereinen, was diese ablehnt, und bringen sie zu Tophers Kommune. Als sich am Ende des Tages Jenny und Topher küssen, glauben Melissa und Josh, Liebe sei der Schlüssel zum Happy End. Darauf bringen sie auch den Metzger Dooley Blight mit Miss Codwell, der Leiterin des Waisenhauses, zusammen, die gemeinsam die Idee entwickeln, die Waisenkinder zu Fleischprodukte zu verarbeiten. |           |                           |                      |                          |                                           |                |                 |
| 11 | 5         | Vertracktes Spiel         | Famous as Hell       | 26. Apr. 2023            | 26. Apr. 2023                             | Robert Luketic | Josh Lieb       |
| Während Jenny und Topher miteinander unterwegs sind, übernimmt Melissa den Solopart im Club und Josh die Führung der Kommune. Im Gegenzug werden sie von Jenny herausgeworfen, worauf sie bei Miss Codwell unterkommen. Dort entdecken sie deren und Dooleys Plan. Um Dooley davon abzuhalten, die Waisenkinder umzubringen, will Melissa helfen, ihn in die Nähe von Kratt zu bringen, indem sie diesen zu verführen versucht. Doch er entführt sie in seinem Auto und macht ihr einen Antrag, während Sargeant Rivera Josh mit einer Pistole aufhält. |           |                           |                      |                          |                                           |                |                 |
| 12 | 6         | Aus und vorbei            | Over and Done        | 3. Mai 2023              | 3. Mai 2023                               | Robert Luketic | Cinco Paul      |
| Während Melissas gezwungene Hochzeit mit Kratt vorbereitet wird, wird Josh im Keller des Kraftwerks von Rivera festgehalten, der von Kratt angerufen wird, Josh nach der Zeremonie zu töten statt freizulassen. Dooley und Codwell sowie Jenny und Topher mit der Kommune erscheinen, um Josh zu retten, wodurch Jenny und ihr Vater vereint sind. Rivera gesteht, dass er Dooley den Mord an dessen Frau angehängt hat, und lässt Josh frei. Die Gruppe erscheint vor Melissas Jawort und Kraft stirbt schließlich durch einen herunterfallenden Kronleuchter. Befreit von ihm übernimmt Madame Frau den Klub und Rivera erfüllt seinen Traum, dort aufzutreten. Codwell und Dooley führen gemeinsam dessen Geschäft, während Jenny und Topher das Waisenhaus übernehmen. Die Schmicagoer versuchen, Josh und Melissa zum Bleiben zu bewegen, und die Leprechauns singen, dass statt eines Happy Ends jeder Tag ein glücklicher Anfang bedeutet. Wieder in New York beginnt Josh, Medizinstudenten zu unterrichten, und Melissa ist endlich schwanger. |           |                           |                      |                          |                                           |                |                 |

## Figuren und Besetzung
Die deutschsprachige Synchronisation entstand durch die FFS Film- & Fernseh-Synchron.
| Darsteller                    | Rolle                         | Beschreibung | Folgen                        | Synchronsprecher              |
| Wiederkehrende Hauptbesetzung | Wiederkehrende Hauptbesetzung | Wiederkehrende Hauptbesetzung | Wiederkehrende Hauptbesetzung | Wiederkehrende Hauptbesetzung |
| ----------------------------- | ----------------------------- | --- | ----------------------------- | ----------------------------- |
| Keegan-Michael Key            | Josh Skinner                  | Josh und Melissa sind die Protagonisten der Serie; ein junges Doktorenpaar aus New York, deren Beziehung jedoch eingefahren ist. In Schmigadoon müssen sie die wahre Liebe und neu zueinander finden; in Schmicago werden sie in einen Mordfall verwickelt und müssen ein Happy End finden. | 1.01–2.06                     | Benedikt Gutjan               |
| Cecily Strong                 | Melissa Gimble                | Josh und Melissa sind die Protagonisten der Serie; ein junges Doktorenpaar aus New York, deren Beziehung jedoch eingefahren ist. In Schmigadoon müssen sie die wahre Liebe und neu zueinander finden; in Schmicago werden sie in einen Mordfall verwickelt und müssen ein Happy End finden. | 1.01–2.06                     | Angela Wiederhut              |

### Staffel 1
Die Hauptbesetzung wird unabhängig von der Anzahl ihrer Auftritte alphabetisch in den Opening Credits aller Episoden gelistet, womit Cinco Paul an alte Metro-Goldwyn-Mayer-Filme erinnern wollte. Über die Besetzung hinaus enthält die Serie ein Tanz- und Gesangsensemble für Musikeinlagen.
| Darsteller          | Rolle                | Beschreibung | Folgen               | Synchronsprecher   |
| Hauptbesetzung      | Hauptbesetzung       | Hauptbesetzung | Hauptbesetzung       | Hauptbesetzung     |
| ------------------- | -------------------- | --- | -------------------- | ------------------ |
| Fred Armisen        | Howard Layton        | Reverend der Methodistenkirche, der mit Mildred Layton verheiratet ist, aber heimlich Gefühle für Aloysius Menlove hegt | 1.01–1.04, 1.06      | Claus-Peter Damitz |
| Dove Cameron        | Betsy McDonough      | Kellnerin und Farmerstochter, die offen mit Josh flirtet, aber eigentlich unerfahren und vielleicht sogar noch minderjährig ist | 1.01–1.04, 1.06      | Maresa Sedlmeir    |
| Jaime Camil         | Jorge Lopez          | Dr. Lopez ist der Arzt von Schmigadoon und Witwer. Anfangs hat er einige Vorurteile, jedoch bringt Melissa, die er als Krankenschwester anstellt, ihn dazu diese zu überdenken. Im Verlauf der Handlung verliebt er sich in sie.                | 1.03–1.06            |                    |
| Kristin Chenoweth   | Mildred Layton       | Die sittenstrenge Frau des Reverends und Führerin von Die Mütter gegen die Zukunft, die die Macht in der Stadt übernehmen und Bürgermeisterin werden will, um sie von Lasterhaftigkeit zu befreien                                              | 1.01–1.06            |                    |
| Alan Cumming        | Aloysius Menlove     | Bürgermeister von Schmigadoon, der heimlich schwul ist, sich nach außen nach dem Stadtmotto immer fröhlich gibt (Wortspiel mit dem englischen „gay“) und seinen Kummer in Spaziergängen herauslässt                                             | 1.01–1.02, 1.04–1.06 |                    |
| Ariana DeBose       | Emma Tate            | moderne Schullehrerin, die Josh als Handwerker einstellt und sich in ihn verliebt, nachdem er sich um ihren Sohn Carson bemüht, den sie als ihren Bruder aufzog                                                                                 | 1.01–1.06            | Anke Kortemeier    |
| Ann Harada          | Florence Menlove     | Frau des Bürgermeisters, die zu ahnen scheint, dass er schwul ist. Die Beziehung zwischen den beiden ist dennoch harmonisch, wenn auch im Bett unbefriedigend                                                                                   | 1.01–1.04, 1.06      |                    |
| Jane Krakowski      | Gabriele von Blerkom | reiche Gräfin und Erfinderin von rostfreiem Stahl, die eigentlich mit Jorge verlobt ist und diesmal nicht gegenüber einer Jüngeren nachgeben will                                                                                               | 1.05                 |                    |
| Martin Short        | Leprechaun           | ein magischer Leprechaun an der Steinbrücke, der Melissa und Josh erklärt, dass sie erst die wahre Liebe finden müssen | 1.01                 |                    |
| Aaron Tveit         | Danny Bailey         | Karussellarbeiter am Jahrmarkt, der als der Herzensbrecher, Taugenichts und Bad Boy der Stadt gilt und sich an Melissa heranmacht | 1.01–1.03, 1.05–1.06 |                    |
| Weitere             |                      | |                      |                    |
| Liam Quiring-Nkindi | Carson Tate          | lispelnder Junge, der immer wieder plötzlich auftaucht und in die Kamera Szenenwechsel und Figurenauftritte ankündet; er wurde von Emma als ihr Bruder aufgezogen, ist in Wahrheit jedoch ihr Sohn, was sie vor der Öffentlichkeit verheimlicht | 1.01–1.06            |                    |
| Kevin McNulty       | Farmer McDonough     | Der reaktionäre Vater von Betsy und sechs weiteren Töchtern. Er will Josh mit einem Gewehr zur Heirat zwingen, als dieser Betsy küsst | 1.01–1.04            |                    |
| Amitai Marmorstein  | Pete                 | Milchmann, der als Running Gag immer wieder im Off von geworfenen Gegenständen u. Ä. getroffen und verletzt wird | 1.0–1.03, 1.05–1.06  |                    |
| Darcey Johnson      | Harvey               | Gastwirt | 1.01–1.03, 1.06      |                    |
| Scott Patey         | Larry                | Feuerwehrmann | 1.01–1.03, 1.06      |                    |
| Garfield Wilson     | Henry                | Eislieferant | 1.01–1.03, 1.06      | Dustin Peters      |
| Cassandra Consiglio | Nancy                | junges unerfahrenes Liebespaar, Schwangere und ein Seemann, die, weil sie unverheiratet sind, von Nancys Mutter verstoßen wurden, welche sich als Mildred Layton herausstellt                                                                   | 1.04, 1.06           |                    |
| Alex Barima         | Freddy               | junges unerfahrenes Liebespaar, Schwangere und ein Seemann, die, weil sie unverheiratet sind, von Nancys Mutter verstoßen wurden, welche sich als Mildred Layton herausstellt                                                                   | 1.04, 1.06           |                    |

### Staffel 2
| Darsteller        | Rolle           | Beschreibung | Folgen               | Synchronsprecher |
| Hauptbesetzung    | Hauptbesetzung  | Hauptbesetzung | Hauptbesetzung       | Hauptbesetzung   |
| ----------------- | --------------- | --- | -------------------- | ---------------- |
| Tituss Burgess    | Erzähler        | Erzähler, der in Handlungsstränge einführt und überleitet, zugleich die vierte Wand zum Zuschauer durchbricht, aber auch als in der Stadt anwesend mit den Figuren spricht | 2.01–2.06            | Manuel Straube   |
| Dove Cameron      | Jenny Banks     | Haupttänzerin des Kratt Club, die sich mit Melissa anfreundet, aber von ihr verdrängt wird, und mit Topher zusammenkommt                                                   | 2.01–2.06            |                  |
| Jaime Camil       | Sergeant Rivera | Polizeichef von Schmicago und Neffe von Octavius Kratt, der ihn für seine Zwecke einzuspannen versucht, während Rivera eigentlich im Club auftreten will                   | 2.01–2.02, 2.05–2.06 |                  |
| Kristin Chenoweth | Miss Codwell    | Leiterin des Waisenhauses, die die Kinder aber insgeheim hasst und sich mit Dooley zusammentut, um sie loszuwerden                                                         | 2.01, 2.03–2.06      |                  |
| Alan Cumming      | Dooley Blight   | Metzger und Jennys Vater, der für den Verlust ihrer Mutter sich blutig an Octavius Kratt rächen will                                                                       | 2.01, 2.03–2.06      |                  |
| Ariana DeBose     | Emcee           | Tänzerin im Kratt Club | 2.01–2.02, 2.06      |                  |
| Ann Harada        | Madame Frau     | Leiterin des Hotel Schmicago und Kratt Club | 2.01–2.02, 2.05–2.06 |                  |
| Jane Krakowski    | Bobby Flanagan  | Berüchtigte Anwältin, die Josh aus dem Gefängnis holt, aber insgeheim auch von Kratt für seine Machenschaften benutzt wird                                                 | 2.01–2.03, 2.06      |                  |
| Patrick Page      | Octavius Kratt  | Besitzer des Kratt Club und der Elektrizitätsversorgung Schmicagos, der somit die Stadt unter seiner Kontrolle hat                                                         | 2.01–2.03, 2.05–2.06 |                  |
| Martin Short      | Leprechaun      | | 2.01, 2.06           |                  |
| Aaron Tveit       | Topher          | Hippie und Leiter einer Kommune, der aber von Josh verdrängt wird und mit Jenny zusammenkommt                                                                              | 2.02–2.06            |                  |
| Weitere           |                 | |                      |                  |
| Karin Konoval     | Female Barfly   | Säuferin an der Bar des Clubs, stets mit einem Drink in der Hand | 2.01–2.06            |                  |
| Alex Gullason     | Alex            | Tophers Freunde in der Kommune, die nach ihm auch Josh folgen | 2.01, 2.03–2.06      |                  |
| Marisa Gold       | Marisa          | Tophers Freunde in der Kommune, die nach ihm auch Josh folgen | 2.01, 2.03–2.06      |                  |
| Michael Delleva   | Michael         | Tophers Freunde in der Kommune, die nach ihm auch Josh folgen | 2.01–2.06            |                  |

## Lieder

### Staffel 1
| Nr. | Titel             | Sänger                                    | Länge |
| --- | ----------------- | ----------------------------------------- | ----- |
| 1.  | Schmigadoon!      | Ensemble, Alan Cumming, Kristin Chenoweth | 4:12  |
| 2.  | You Can’t Tame Me | Aaron Tveit                               | 3:23  |
| 3.  | Corn Puddin’      | Ensemble, Cecily Strong                   | 1:45  |
| 4.  | Leprechaun Song   | Martin Short                              | 0:42  |

| Nr. | Titel                             | Sänger                                   | Länge |
| --- | --------------------------------- | ---------------------------------------- | ----- |
| 1.  | Lovers’ Spat                      | Ensemble, Kristin Chenoweth              | 3:40  |
| 2.  | Somewhere Love Is Waiting For You | Alan Cumming                             | 1:53  |
| 3.  | Enjoy the Ride (Part I)           | Aaron Tveit                              | 2:24  |
| 4.  | Enjoy the Ride (Part II)          | Dove Cameron, Cecily Strong, Aaron Tveit | 1:50  |

| Nr. | Titel                              | Sänger        | Länge |
| --- | ---------------------------------- | ------------- | ----- |
| 1.  | To the Right, to the Left          | Cinco Paul    | 0:52  |
| 2.  | You Done Tamed Me                  | Aaron Tveit   | 1:55  |
| 3.  | He’s a Queer One, That Man o’ Mine | Ann Harada    | 2:19  |
| 4.  | Cross That Bridge                  | Ensemble      | 2:37  |
| 5.  | Enjoy the Ride (Reprise)           | Cecily Strong | 0:30  |

| Nr. | Titel                                                  | Sänger                                          | Länge |
| --- | ------------------------------------------------------ | ----------------------------------------------- | ----- |
| 1.  | With All of Your Heart                                 | Ariana DeBose, Kinderensemble                   | 3:46  |
| 2.  | Va-Gi-Na                                               | Cecily Strong, Cassandra Consiglio, Alex Barima | 1:18  |
| 3.  | Somewhere Love Is Waiting For You (Coming Out Reprise) | Alan Cumming                                    | 0:37  |
| 4.  | Suddenly                                               | Ariana DeBose, Jaime Camil                      | 3:16  |

| Nr. | Titel                              | Sänger                      | Länge |
| --- | ---------------------------------- | --------------------------- | ----- |
| 1.  | Suddenly (Melissa Reprise)         | Cecily Strong, Jaime Camil  | 1:17  |
| 2.  | Tribulation                        | Ensemble, Kristin Chenoweth | 3:59  |
| 3.  | I Always, Always, Never Get My Man | Jane Krakowski              | 1:41  |

| Nr. | Titel                  | Sänger                            | Länge |
| --- | ---------------------- | --------------------------------- | ----- |
| 1.  | You Make Me Wanna Sing | Keegan-Michael Key, Cecily Strong | 3:37  |
| 2.  | How We Change/Finale   | Ensemble                          | 3:40  |

### Staffel 2
| Nr. | Titel                | Sänger | Länge |
| --- | -------------------- | --- | ----- |
| 1.  | Welcome to Schmicago | Tituss Burgess, Dove Cameron, Alan Cumming, Jaime Camil, Kristin Chenoweth, Jane Krakowski, Patrick Page, Ensemble | 3:18  |
| 2.  | Do We Shock You?     | Ensemble, Ericka Hunter, Justine Louise Gera & Sharona D’Ornellas                                                  | 2:39  |
| 3.  | Kaput                | Dove Cameron, Ensemble                                                                                             | 2:37  |
| 4.  | Leprechaun Song #2   | Martin Short | 0:36  |

| Nr. | Titel                         | Sänger                                     | Länge |
| --- | ----------------------------- | ------------------------------------------ | ----- |
| 1.  | Doorway to Where              | Aaron Tveit                                | 2:10  |
| 2.  | I Need to Eat                 | Cecily Strong, Ensemble                    | 4:25  |
| 3.  | Bobby’s Vamp (Prison Reprise) | Ensemble                                   | 1:21  |
| 4.  | Bustin’ Out                   | Dove Cameron, Ariana DeBose, Cecily Strong | 2:40  |

| Nr. | Titel                                      | Sänger                                                                                 | Länge |
| --- | ------------------------------------------ | -------------------------------------------------------------------------------------- | ----- |
| 1.  | Everyone’s Gotta Get Naked                 | Aaron Tveit, Keegan-Michael Key, Michael Delleva, Alex Gullason, Marisa Gold, Ensemble | 2:36  |
| 2.  | The Worst Brats in Town                    | Kristin Chenoweth                                                                      | 1:24  |
| 3.  | The Worst Brats in Town (Dooley’s Reprise) | Alan Cumming                                                                           | 0:34  |
| 4.  | There Was a Butcher                        | Alan Cumming                                                                           | 1:45  |
| 5.  | Bells and Whistles                         | Jane Krakowski                                                                         | 3:01  |
| 6.  | Two Birds with One Stone                   | Patrick Page, Tituss Burgess                                                           | 2:08  |

| Nr. | Titel                    | Sänger                                          | Länge |
| --- | ------------------------ | ----------------------------------------------- | ----- |
| 1.  | Why Are You Hassling Me? | Aaron Tveit                                     | 0:34  |
| 2.  | Talk To Daddy            | Keegan-Michael Key, Cecily Strong, Ensemble     | 3:22  |
| 3.  | Something Real           | Dave Cameron, Aaron Tveit                       | 3:11  |
| 4.  | Good Enough to Eat       | Kriston Chenoweth, Alan Cumming, Kinderensemble | 4:08  |

| Nr. | Titel                          | Sänger | Länge |
| --- | ------------------------------ | --- | ----- |
| 1.  | Welcome to Schmicago (Reprise) | Tituss Burgess | 1:22  |
| 2.  | Maybe It’s My Turn Now         | Cecily Strong | 2:48  |
| 3.  | Famous as Hell                 | Tituss Burgess, Dove Cameron, Aaron Tveit, Kristin Chenoweth, Alan Cumming, Patrick Page, Karin Konoval, Ensemble | 3:26  |
| 4.  | You Betrayed Me                | Aaron Tveit, Keegan-Michael Key, Dove Cameron                                                                     | 1:27  |
| 5.  | There’s Always a Twist         | Ann Harada, Jaime Camil, Paula Leggett Chase, Leah Horowitz, Shayna Steele                                        | 2:21  |

| Nr. | Titel                    | Sänger                                                             | Länge |
| --- | ------------------------ | ------------------------------------------------------------------ | ----- |
| 1.  | Over and Done            | Ariana DeBose, Phoenix Best, Cassondra James Kellam, Shayna Steele | 3:15  |
| 2.  | Something Real (Reprise) | Cecily Strong, Keegan-Michael Key                                  | 2:02  |
| 3.  | A Happy Beginning        | Ensemble, Martin Short, Keegan-Michael Key, Cecily Strong          | 4:01  |

## Produktion
Schmigadoon! wurde von Cinco Paul erdacht und gemeinsam mit Ken Daurio von Ich – Einfach unverbesserlich geschrieben. Paul hatte die Idee zur Serie bereits über 20 Jahre, wobei die Protagonisten zwei männliche Rucksacktouristen sein sollten, was aber nicht detailliert ausgearbeitet war. Erst als sie sich von der Produktion von Animation fortbewegten und aus den Protagonisten ein Liebespaar machten, das die wahre Liebe finden muss, passte es für Paul zusammen. Die Serie sei ein Liebesbrief an die Golden Age Musicals, funktioniere aber auch, ohne dass der Zuschauer diese kennen muss, als auch ein Liebesbrief an den Broadway, der zur Zeit der Produktion aufgrund der COVID-19-Pandemie  geschlossen war. Während der Stil der Serie und die parodistischen Elemente wie bestimmte Figuren von Musicals inspiriert sind, die aus den 1940ern stammen, soll die Stadt Schmigadoon sich in den 1910ern befinden, wie etwa The Music Man.
Produziert wurde die Serie durch die Unternehmen Universal Television und Broadway Video, dessen Gründer Lorne Michaels als Executive Producer agierte. Auch Cecily Strong von Saturday Night Live, die den Cast anführt, war als Produzentin beteiligt. Ursprünglich wurden acht Episoden bestellt, was auf sechs reduziert werden musste, wodurch Elemente von Storylines gestrichen wurden. Als Regisseur für die Serie wurde Barry Sonnenfeld engagiert.
Paul schrieb alle originalen Lieder für die Serie selbst, während die Filmmusik von Christopher Willis komponiert wurde. Die Choreografien für die Musiknummern wurden von Christopher Gattelli entwickelt, der sie mit acht Tänzern in einem Studio in New Jersey probte; in der Besetzung für den Dreh enthielt das Ensemble  22 Kerntänzer. Die Dreharbeiten begannen am 13. Oktober 2020 in Vancouver, Kanada; für acht Episoden war der Abschluss am 10. Dezember 2020 geplant.
Pauls Konzept der Serie umfasse mehr als eine Staffel, laut Key habe er in seinem Kopf bereits eine zweite Staffel ausgearbeitet für den Fall einer Verlängerung. Die erste Staffel kann aber auch für sich abgeschlossen stehen.
Die Dreharbeiten für eine zweite Staffel waren für den 6. Juni bis zum 4. August 2022 angesetzt. Am 10. Juni 2022 erfolgte die offizielle Verlängerung um die zweite Staffel, in der Tituss Burgess und Patrick Page zur Besetzung dazustoßen. Sie spielt diesmal in Schmicago, einer Musicalwelt der 1960er und 70er. Ihre Veröffentlichung war zuerst für den 7. April 2023 angekündigt, aber wurde zwei Tage vorgezogen.
Im Januar 2024 gab Paul bekannt, dass Apple die Serie nicht um eine dritte Staffel verlängert, obwohl er diese bereits vollständig mit 25 Liedern geschrieben hat.

## Auszeichnungen/Nominierungen
Grammy Awards 2022
- Bester zusammengestellter Soundtrack für visuelle Medien (Soundtrack zu Episode 1) – Nominierung

Critics’ Choice Television Awards 2022
- Beste Nebendarstellerin einer Comedyserie – Nominierung für Kristin Chenoweth

Hollywood Critics Association TV Awards 2022
- Beste Streaming-Comedyserie – Nominierung
- Bester Schauspieler einer Streaming-Comedyserie – Nominierung für Keegan-Michael Key
- Beste Nebendarstellerin einer Streaming-Comedyserie – Nominierungen für Kristin Chenoweth und Ariana DeBose
- Bestes Drehbuch einer Streaming-Comedyserie – Nominierung für Cinco Paul und Ken Daurio

Primetime Creative Arts Emmy Awards 2022
- Herausragendes Produktionsdesign einer halbstündigen Serie – Nominierung für Bo Welch, Don Macaulay und Carol Lavallee
- Herausragende Choreographie – Nominierung für Christopher Gattelli
- Herausragende Musikkomposition – Nominierung für Christopher Willis
- Herausragende Originalmusik und Lyrics – Auszeichnung an Cinco Paul für Corn Puddin

Saturn Awards 2022
- Beste Streaming-Fantasyserie – Nominierung

Astra TV Awards 2024
- Beste Nebendarstellerin einer Streaming-Comedyserie – Nominierung für Kristin Chenoweth
- Beste historische Kostüme – Nominierung
- Bester originaler Song – Nominierung für „Talk to Daddy“

Primetime Creative Arts Emmy Awards 2023
- Herausragende Choreographie – Nominierung für Christopher Gattelli
- Herausragende Kameraarbeit einer halbstündigen Serie – Nominierung für Jon Joffin
- Herausragendes Produktionsdesign einer halbstündigen Serie – Nominierung für Jamie Walker McCall, Ryan Garton, Gregory Clarke, Carol Lavallee

## Bühnenadaption
Im Mai 2024 wurde eine Bühnenadaption von Schmigadoon! angekündigt, die vom 31. Januar bis zum 9. Februar 2025 im Kennedy Center in Washington, D.C. stattfinden soll. Die Besetzung der Bühneninszenierung wird angeführt von Alex Brightman und Sara Chase als Josh und Melissa.